# سيزار (لاعب كرة قدم مواليد 1979)
سيزار هو لاعب كرة قدم برازيلي في مركز الوسط، ولد في 14 يوليو 1979 في سانتوس في البرازيل. لعب مع جمعية بورتوغيزا الرياضية ونادي إنترناسيونال ونادي زيورخ ونادي سانتوس ونادي شباب الأهلي ونادي هرتا برلين.

## وصلات خارجية
- سيزار على موقع قاعدة بيانات كرة القدم.إي يو (الإنجليزية)
- سيزار على موقع بيانات كرة القدم. دي إي (الألمانية)
- سيزار على موقع Soccerway.com (الإنجليزية)